# 喀琅施塔得
喀琅施塔得（俄語：Кроншта́дт，羅馬化：Kronshtadt，發音：[krɐnˈʂtat]，又依德语意譯作王冠城）是俄罗斯的一个港口城市，位于芬蘭灣的口上的科特林岛上，圣彼得堡以西约30公里。行政上它属于圣彼得堡，也是圣彼得堡的主要港口。1921年3月这里爆发了喀琅施塔得叛乱。
过去喀琅施塔得是俄罗斯海军指挥所和波罗的海舰队的基地。今天城市的历史中心以及其要塞是世界遗产聖彼得堡歷史中心及其相關古蹟群的一部分。

## 历史
1703年彼得大帝从瑞典手中夺得科特林岛后建立喀琅施塔得。1704年5月18日第一座要塞开始启用。
喀琅施塔得的要塞在很短的时间里就建成了。芬兰湾本身不很深，在冬季它完全被冻结。工人用马将上千载满石头的橡木箱从冰上运到当地，沉入冰洞里，由此建造了数个人工岛屿，然后在这些岛上建造了堡垒。这样完全封锁了通向圣彼得堡的水道。只有两条很窄的水路依然可以行船，而它们的两侧则有非常坚固的堡垒守卫。
这样一共形成的五个堡垒是芬兰湾口的主要防御设施。在克里米亚战争中它们成功地击退了英国和法国的联合舰队。19世纪里喀琅施塔得要塞再次被扩大和加固。从1856年至1871年四个新的炮台建成，它们控制着芬兰湾的主入口，另外七个炮台则控制着比较浅的北航道。所有这些堡垒全部非常低，由极厚的装甲保护，装备着重克虏伯炮塔。

### 喀琅施塔得起义
1921年一群王冠城的水手、士兵及其平民支持者，发动反对喀琅施塔得布尔什维克政府的起义，他们要求言论自由、停止將人关入集中营、改变苏联战争政策、停止共产党对苏维埃的控制，以及私人允许擁有更多的财产。苏联战争部长和苏联红军总指挥列夫·托洛茨基与起义者短期谈判后派军进入喀琅施塔得血腥镇压了起义。这是1991年苏联解体前在苏联本土上最后一次发生反对共产党的大规模武装抗争。

### 第二次世界大战
在1930年代後期，喀琅施塔得作为波羅的海艦隊的基地，城防不斷加固。在此期間，克隆施塔特是蘇聯海軍的重要訓練中心。在喀琅施塔得船舶修理廠（海軍廠）大修和修理水面艦艇和波羅的海艦隊的潛艇。
在第二次世界大战中克隆施塔特受到纳粹德国空军多次的强烈轰炸。1941年8月，德國空軍開始定期轟炸克隆施塔特。引人注目的轟炸是驾驶Ju 87俯衝轟炸機的王牌飞行员汉斯·乌尔里希·鲁德尔击沉了彼得罗巴甫洛夫斯克号战列舰。
到1941年底，紅軍共進行了82次海軍作戰。希特勒感到憤怒，因為蘇聯潛艇經常擾亂從瑞典到德國的戰略物資的軍事供應。德國人試圖用反潛網和水雷完全封鎖芬蘭灣的出口。儘管做出了這些努力，蘇聯潛艇艇員仍繼續攻擊德國船隻。1942年，潛艇與偵察機合作搜尋軍事目標，擊沈29艘德國船隻。

## 市容

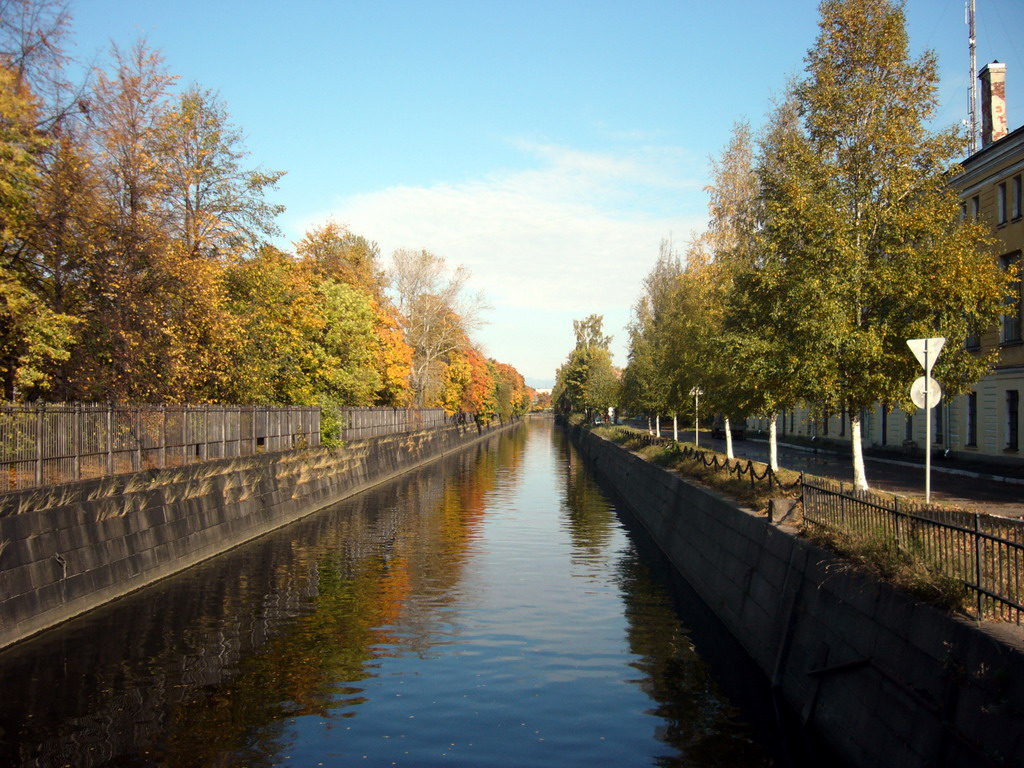
运河

喀琅施塔得建在平地上，因此历史上多次被淹，其中最著名的是在1824年。市的南侧有三个港口：最大的是西边的商港。中间的港口曾短时被用来做修补船只用。东边的军港为俄罗斯海军使用。两条运河连接西港和中港，穿越市区。在这两条运河之间曾经树立着一座意大利式宫殿。后来被一座飞行学校占领。

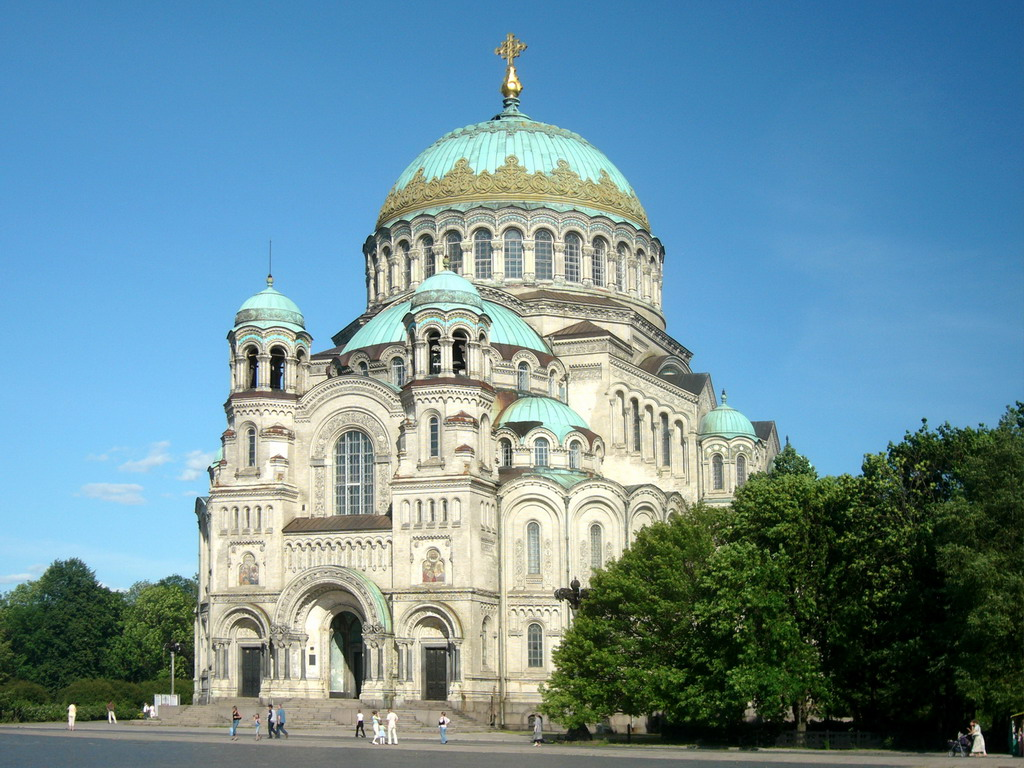
喀琅施塔得的海军大教堂

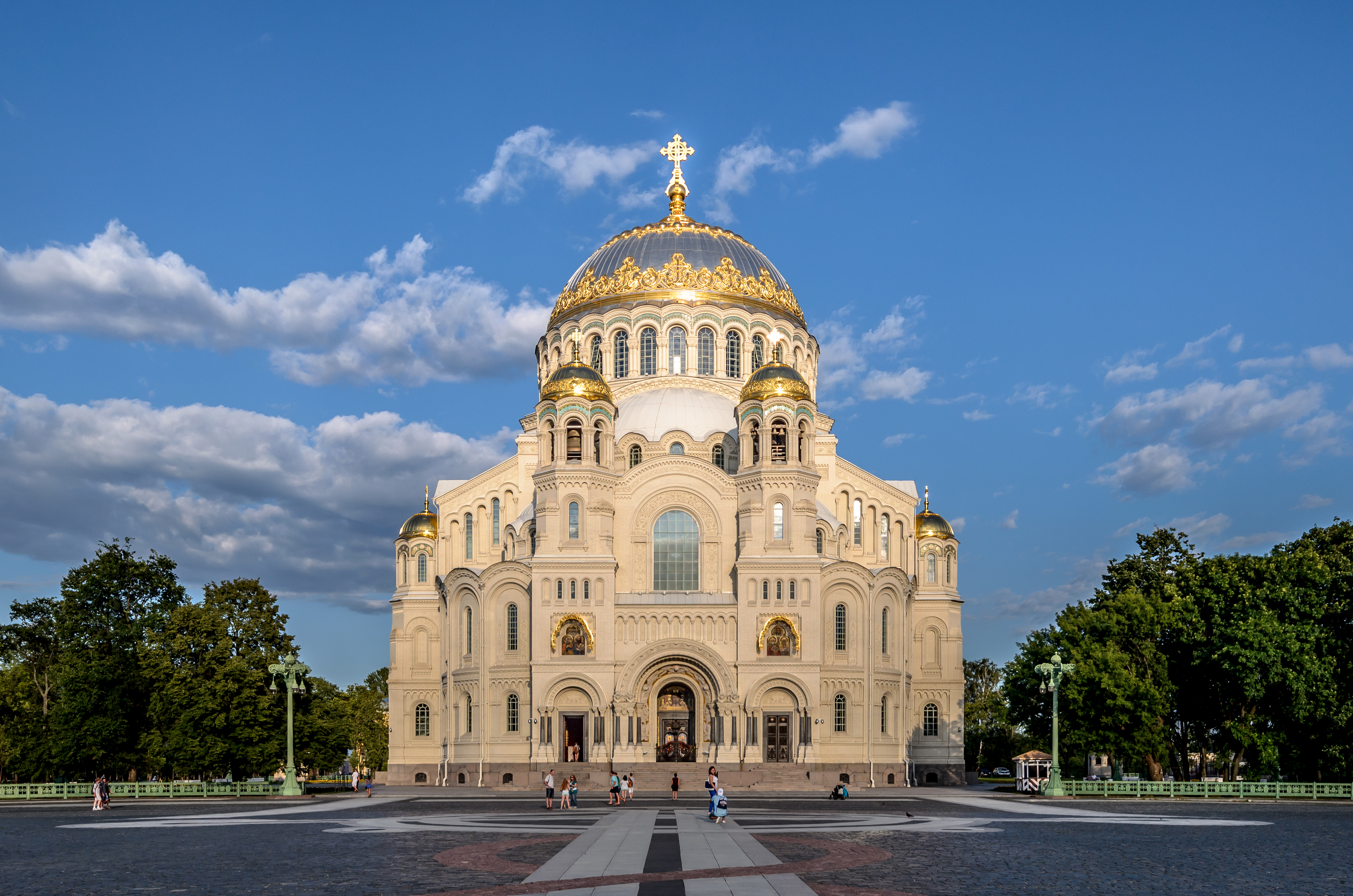
喀琅施塔得的海军大教堂另一景

今天市内最显眼的建筑是从1908年至1913年建造的海军大教堂。这座教堂被看作是新拜占庭式建筑的顶峰。喀琅施塔得的老圣安德鲁大教堂于1932年被共产党下令摧毁。

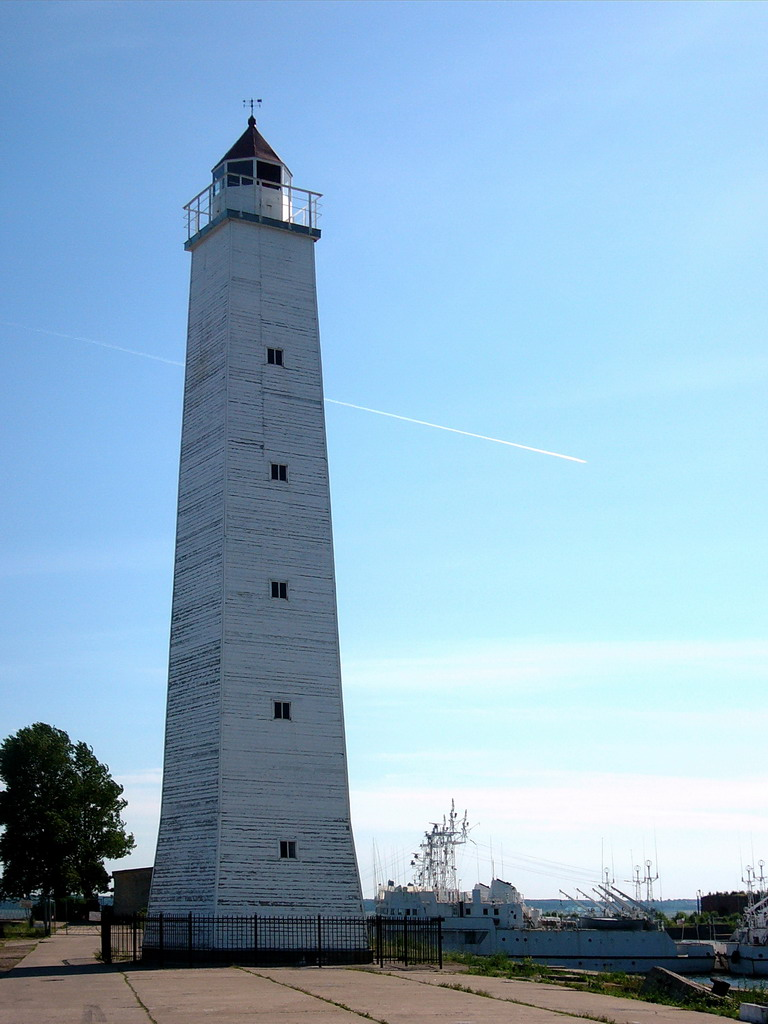
喀琅施塔得灯塔

其它公共建筑还有海军医院、英国海员医院、民用医院、海军部、捣药库、仓库、海军工程学校和英国教堂。每年喀琅施塔得的港口从12月至4月有140至160天受冰封。市内相当多居民是水手。
喀琅施塔得要塞被看作是世界上防卫最好的滨海要塞，从外部它从未被攻克过。今天喀琅施塔得依然保留了一些过去人工造成的堡垒岛屿。过去在芬兰湾的南北岸之间曾经有过42个这样的堡垒排成一列。市内也有一些堡垒。
建造圣彼得堡大坝时，拆除了一些堡垒。这个大坝将喀琅施塔得与大陆连接起来。

## 外部連結
- Kronstadt history
- Kronstadt web site
- Map of Kronstadt
- Kronstadt: Virtual Excursion
- International Kronstadt Development Fund